# Liuixalus jinxiuensis
Espèce
Liuixalus jinxiuensis est une espèce d'amphibiens de la famille des Rhacophoridae.

## Répartition
Cette espèce est endémique du Guangxi en Chine. Elle se rencontre à Jinxiu vers 1 163 m d'altitude sur le mont Dayao.

## Description
Le mâle holotype mesure 16,61 mm et la femelle paratype 18,84 mm.

## Étymologie
Son nom d'espèce, composé de jinxiu et du suffixe latin -ensis, « qui vit dans, qui habite », lui a été donné en référence au lieu de sa découverte, Jinxiu.

## Publication originale
- Qin, Mo, Jiang, Cai, Xie, Jiang, Murphy, Li & Wang, 2015 : Two new species of Liuixalus (Rhacophoridae, Anura): Evidence from morphological and molecular analyses. PLoS One, vol. 10, no 8, p. e0136134 1–17 (texte intégral).